# Generic Mapping Tools

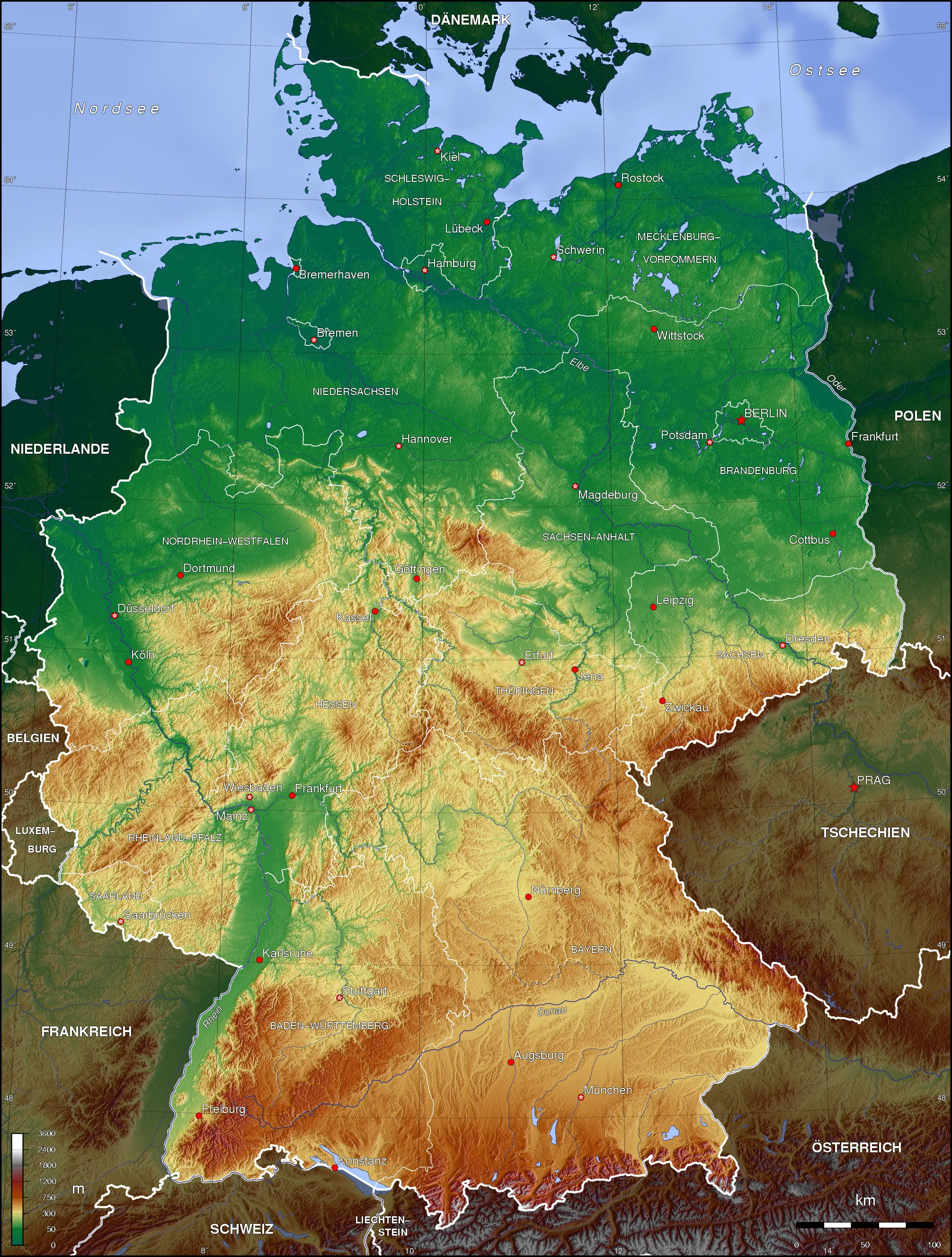
Mapa topográfico de Alemania.

GMT (acrónimo del inglés Generic Mapping Tools) es una colección de programas de código abierto para la confección de diagramas y mapas geológicos o geográficos.
GMT ofrece herramientas para elaborar registros de datos en 2 y 3 dimensiones, por ejemplo filtrar, segregar o representar diferentes proyecciones geográficas. Se entrega además una nutrida colección de registros SIG de libre utilización, que contiene costas, ríos, fronteras nacionales y coordenadas de otros objetos geográficos. Otros datos (fotografías desde satélites, modelos digitales de terreno, etc.) pueden ser convertidos e importados al sistema. Los mapas confeccionados se generan en Postscript. El sistema está optimizado para su utilización en el intérprete de comandos del sistema operativo con el fin de permitir el uso de guiones en el procesamiento por lotes. Existen intefaces gráficas de usuario ofrecidas por terceros, a veces disponibles en Internet, que permiten ofrecer el servicio en la red.